# Salmons Daily Brook
Salmons Daily Brook – rzeka w Stanach Zjednoczonych, w stanach Nowy Jork oraz Connecticut, w hrabstwach, odpowiednio: Putnam i Fairfield. Jest dopływem East Branch Croton River. Nazwa rzeki pochodzi od rodziny Salmons, która żyje wzdłuż strumienia od ponad 200 lat. Zarówno długość cieku, jak i powierzchnia zlewni nie zostały oszacowane przez USGS. 